# South Los Angeles

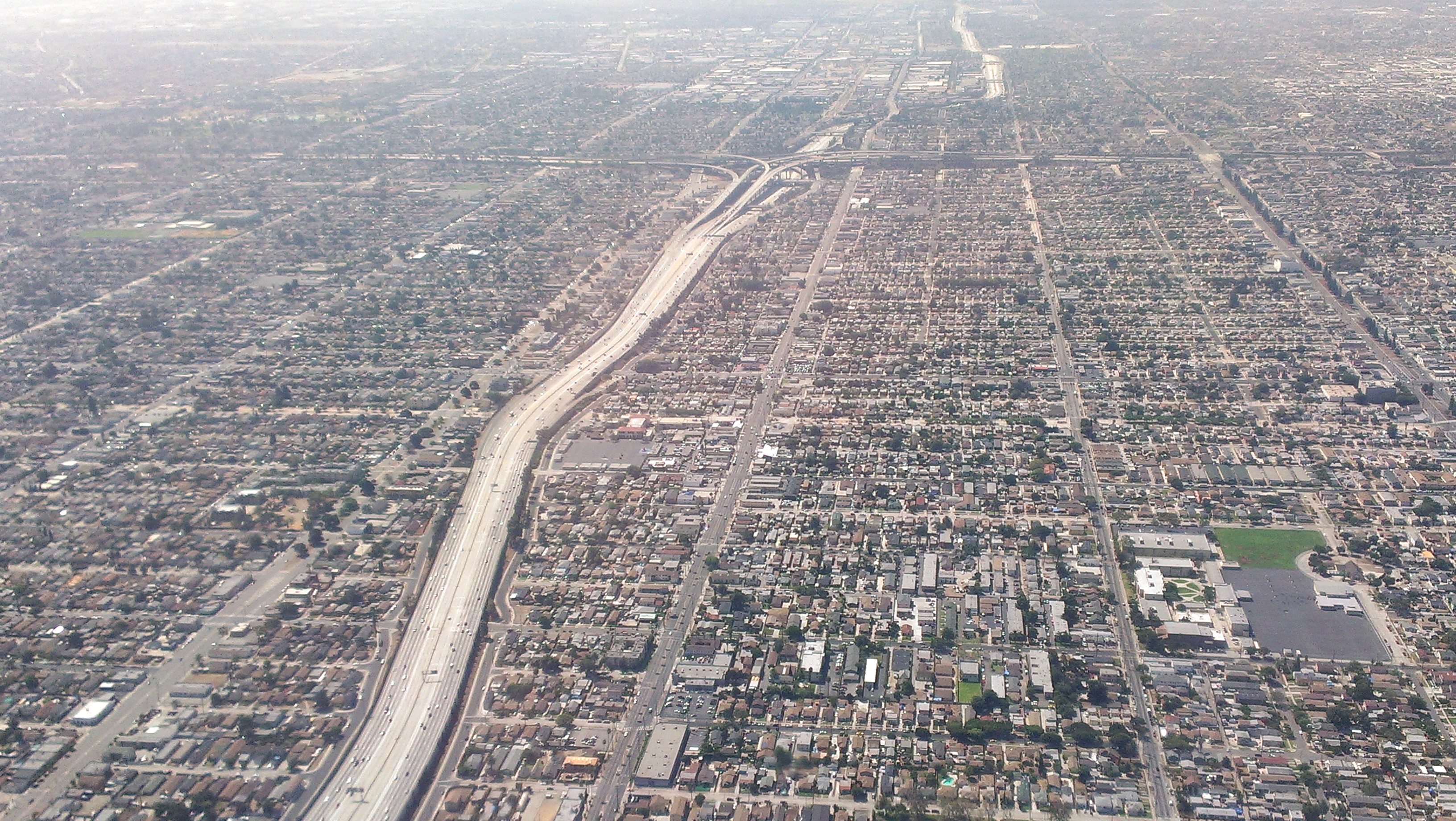
South Los Angeles

South Los Angeles, spesso abbreviato con South L.A., è il nome ufficiale per una vasta zona geografica e culturale situata a sud del centro di Los Angeles. L'area fino al 2003 si chiamava South Central Los Angeles; confina con i quartieri Westside a nord-ovest e Downtown a nord-est,  due quartieri non incorporati, nonché con le tre città di Inglewood, Hawthorne e Gardena.
Il cambio di nome venne fatto nel tentativo di voltare pagina per una zona caratterizzata da un alto tasso di crimine e violenza. Infatti il nome "South Central" era diventato quasi un sinonimo di degrado urbano e microcriminalità. Il nome attuale però è contestato perché South Los Angeles si riferirebbe al distretto L.A. Harbor/San Pedro. Nonostante il cambio di nome ufficiale, e sebbene i mass-media come il Los Angeles Times e le emittenti televisive si riferiscano all'area come South Los Angeles, fra la popolazione il nome non è ancora molto usato. Moltissimi residenti utilizzano ancora il vecchio toponimo, compresi personaggi famosi, come ad esempio il musicista Danny Elfman e il rapper Ice Cube.

## Filmografia
Le cruente vicende di degrado e violenza delle quali la zona si è resa protagonista (soprattutto in passato, per via della presenza massiccia di bande come quella locale dei Crips e anche di quella dei Bloods) hanno direttamente ispirato la realizzazione di molteplici opere, cinematografiche e televisive (per la maggior parte nel corso degli anni '90), ovvero:
- Colors - Colori di guerra (Colors), regia di Dennis Hopper (1988)
- Boyz n the Hood - Strade violente (Boyz n the Hood), regia di John Singleton (1991)
- South Central - Zona a rischio (South Central), regia di Stephen Milburn Anderson (1992)
- Nella giungla di cemento (Menace II Society), regia di Albert e Allen Hughes (1993)
- Poetic Justice, regia di John Singleton (1993)
- Set It Off - Farsi notare (Set It Off), regia di F. Gary Gray (1996)
- Gang Tapes - Per le strade di Los Angeles (Gang Tapes), regia di Adam Ripp (2001)
- Baby Boy - Una vita violenta (Baby Boy), regia di John Singleton (2001)

### Televisione
- South Central - serie tv, 10 episodi (1994)
- Redemption - La pace del guerriero (Redemption: The Stan Tookie Williams Story), regia di Vondie Curtis-Hall (2004)

### Documentari
- Crips and Bloods: Made in America, regia di Stacy Peralta (2008)